# Арсьє
Арсьє (італ. Arsié, вен. Arsié) — муніципалітет в Італії, у регіоні Венето, провінція Беллуно.
Арсьє розташоване на відстані близько 460 км на північ від Рима, 80 км на північний захід від Венеції, 40 км на південний захід від Беллуно.
Населення — 2380 осіб (2014).
Щорічний фестиваль відбувається 15 серпня. Покровителька — Богородиця Небовзята.

## Демографія
Населення за роками:

Станом на 1 січня 2023 року в муніципалітеті офіційно проживало 100 іноземців з 23 країн, серед них 18 громадян країн Євросоюзу та 13 громадян України.

## Сусідні муніципалітети
- Кастелло-Тезіно
- Чизмон-дель-Граппа
- Енего
- Фонцазо
- Гриньо
- Ламон
- Серен-дель-Граппа